# 92 av. J.-C.
Cette page concerne l'année 92 av. J.-C. du calendrier julien proleptique.

## Événements
- 9 novembre 93 av. J.-C. (1er janvier 662 du calendrier romain) : début à Rome du consulat de Gaius Claudius Pulcher et Marcus Perperna[1]. 
  - Censure de Gnaeus Domitius Ahenobarbus et Lucius Licinius Crassus. Ils condamnent l'activité des rhéteurs latins[2].
  - Procès de Publius Rutilius Rufus, ancien consul accusé à tort de concussion et condamné par un jury composé de chevaliers. Il s'est opposé aux exactions des publicains dans la collecte de impôts en Asie. Rutilius se retire à Smyrne[1].

- Sylla rétablit Ariobarzane en Cappadoce. Il marche ensuite vers l’Euphrate où le roi des Parthes Mithridate II lui envoie une ambassade, première relation diplomatique entre les deux puissances. Sylla traite l’envoyé du roi parthe, Orobase, avec peu d’égard. Un traité aurait cependant été signé, fixant la frontière à l’Euphrate entre les deux puissances[3].
- En Syrie, Antiochos X Eusèbe est détrôné par les fils d’Antiochos VIII, Antiochos XI Philadelphe et Philippe et s’enfuit chez les Parthes. Son épouse Cléopâtre V Séléné se maintient à Ptolémaïs[4].

- En Hispanie, le proconsul Caius Valerius Flaccus réprime la révolte des Celtibères de Belgida[5].

## Naissances
- Publius Clodius Pulcher, homme politique romain (date approximative)

## Décès
- x